# Grand Valley Provincial Park
Grand Valley Provincial Park är en provinspark i Manitoba i Kanada. Den ligger intill Trans-Canada Highway i kommunen Whitehead i sydvästra delen av provinsen, cirka 20 mil väster om Winnipeg. 